# Ilia Swainson
Ilia Swainson (født 24. juli 1965) er en dansk retoriker, skuespiller, sanger og stemmeskuespiller. Hun er foredragsholder, selvstændig retorisk rådgiver, værts-, speak- og performancetræner i mediebranchen.
Ilia Swainson fungerer endvidere som ekspert i medierne.

## Uddannelse
Ilia Swainson er opvokset i Hørsholm i Nordsjælland og blev samfundssproglig student fra Øregaard Gymnasium i 1984.
Fra 1985-1994 studerede hun på Københavns Universitet. Først filosofi indtil 1988, derefter studerede hun retorik som hovedfag og teatervidenskab som sidefag.
Sideløbende studerede Ilia Swainson klassisk sang som privatist hos bl.a. Susanna Eken (1986-1989), prof. Oren Brown (en) (1990 & 1992), prof. Ellen Preis (en) (Wien, 2003-2005) og kongelig operasanger, Anne Margrethe Dahl (2012-2016). Hun er autodidakt skuespiller. Desuden har hun en Mastery Coaching uddannelse i neurolingvistik hos Nichlas Farup (2007).

## Retorisk coach
Siden 2007 har Ilia Swainson fungeret som retorisk træner for en lang række ledere, politikere og offentlige personer. Desuden holder hun foredrag og events om fremførelseskunst også kaldet actio.
Hun har gennem mange år været fast tilknyttet DR Nyheders og DR's Talenthold , TV3 Sport og Zetland som speak-, live-, og værtstræner samt coach indenfor værdibaseret ledelseskommunikation.

## Skuespiller
Fra 1991 til 2008 var Ilia Swainson professionel scenekunstner, bl.a. med hovedroller i musicals på en lang række københavnske teatre og landsdelsscenerne, og med roller på film og TV.[kilde mangler]
Desuden har hun siden 1993 lagt stemme til animationsfilm, serier og speaks for Sun Studio/SDI, DR og EuroTroll.

## Klassisk sanger
Siden 2007 har Ilia Swainson optrådt som solist ved koncerter, oratorier og opera-fortællinger.
Indenfor oratoriegenren har hun bl.a. sunget sopranpartiet i Gabriel Faurés ”Requiem” og sopranpartiet i Brahms´s Requiem.[kilde mangler]
Ilia har fast samarbejde med følgende kunstnere:
- jazzbassist Mads Vinding i Den Irske Ballade

- komponist/pianist Morten Poulsen og klarinettist August Finkas i Schubert & Stuckenberg
- baryton Piet Larsen i Opera - og dét, der ligner

| Årstal    | Titel                                 | Karakter              | Funktion     |
| --------- | ------------------------------------- | --------------------- | ------------ |
| 1992      | Aladdin                               | Prinsesse Jasmin (en) | Tale         |
| 1993-1994 | Aladdin (Tv-serie)                    | Prinsesse Jasmin      | Tale og sang |
| 1998      | Det Magiske Sværd - Jagten På Camelot | Kayley                | Tale og sang |
| 1998      | Herkules (tv-serie)                   | Prinsesse Jasmin      | Tale         |
| 2004      | Brandy og Hr. Vimse                   | Tine                  | Tale         |
| 2004-2006 | W.I.T.C.H. (TV-serie)                 | Nerissa               | Tale         |
| 2007      | Shrek den Tredje                      | Rapunzel              | Tale         |
| 2018      | Vilde Rolf smadrer internettet        | Prinsesse Jasmin      | Tale         |
| 2019      | SamSam                                | Fathola               | Tale         |
| 2022      | Matilda the Musical                   | Fru Phelps            | Tale         |
| 2023      | Ønsket                                | Sakina                | Tale         |

| Årstal    | Titel                               | Karakter   | Institution               |
| --------- | ----------------------------------- | ---------- | ------------------------- |
| 1991-1992 | Svinedrengen og Prinsessen på Ærten | Prinsessen | H.C. Andersen Teatret     |
| 1994      | Grease                              | Sandy      | Nørrebro Teater (CD)      |
| 1994      | Et juleeventyr                      | Tiny Tim   | Holbæk Egnsteater (turné) |
| 1996      | Grease                              | Sandy      | Odense Teater             |
| 1998      | Crazy for You                       | Irene      | Århus Teater              |
| 1999      | Snedronningen                       | Gerda      | Ridehuset (Århus)         |
| 2000      | West Side Story                     | Maria      | Musikhuset Århus (CD)     |
| 2002      | The Wiz                             | Glinda     | Folketeatret (CD)         |
| 2003      | Grease                              | Rizzo      | Fredericia Teater         |
| 2005      | Kejserens nye klæder                | Carmen     | Teater Vestvolden         |
| 2005      | Mit Eventyr                         | Jenny Lind | Gladsaxe Teater           |
| 2007      | Oliver! (en)                        | Nancy      | Tivoli                    |

| Årstal    | Titel                 | Karakter        | Medie      | Produktion     |
| --------- | --------------------- | --------------- | ---------- | -------------- |
| 1998-1999 | Jagten på ørkenguldet | Ørkenprinsessen | TV         | MTV Produktion |
| 2009      | Livvagterne           | Waffa Larsen    | TV-serie   | DR             |
| 2015      | Midtimellem           | Ekspedient      | Spillefilm | Roberta Film   |